# Региональная библиотека острова Ванкувер
Региональная библиотека острова Ванкувер (англ. Vancouver Island Regional Library, VIRL) является четвертой по величине библиотечной системой в Британской Колумбии (Канада). Она обслуживает более 400 000 человек на острове Ванкувер, островах Королевы Шарлотты, а также на центральном побережье (Белла-Кула) с помощью 38 филиалов библиотеки и доставки книг по почте. Административные офисы расположены в Нанаймо.
Региональная библиотека острова Ванкувер открылась в 1936 году как союз библиотек острова Ванкувер, это была вторая областная библиотека в Северной Америке.
В этой библиотеке выдаются не только книги, газеты, журналы, но и DVD, CD диски, а также видео- и аудиокассеты. Также имеется бесплатный выход в Интернет для зарегистрированных пользователей.
Региональная библиотека острова Ванкувер имеет филиалы в следующих местах:
- Белла-Кула (англ. Bella Coola)
- Боузер (англ. Bowser)
- Кэмпбелл-Ривер (англ. Campbell River)
- Чемейнус (англ. Chemainus)
- Комокс (англ. Comox)
- остров Кортес (англ. Cortes Island)
- Кортни (англ. Courtenay)
- Коуичен (англ. Cowichan)
- Коуичен Лейк (англ. Cowichan Lake)
- Камберленд (англ. Cumberland)
- остров Габриола (англ. Gabriola Island)
- Голд-Ривер (англ. Gold River)
- остров Хорнби (англ. Hornby Island)
- Ледисмит (англ. Ladysmith)
- Массет (англ. Masset)
- Нанаймо (англ. Nanaimo)
- Нанаймо-Веллингтон (англ. Wellington)
- Парксвилл (англ. Parksville)
- Порт-Элберни (англ. Port Alberni)
- Порт-Элис (англ. Port Alice)
- Порт-Клементс (англ. Port Clements)
- Порт-Харди (англ. Port Hardy)
- Порт-Макнейлл (англ. Port McNeill)
- Порт-Ренфрю (англ. Port Renfrew)
- остров Квадра (англ. Quadra Island)
- Кваликум Бич (англ. Qualicum Beach)
- Куин-Шарлотт (англ. Queen Charlotte City)
- Сандспит (англ. Sandspit)
- Сейвард (англ. Sayward)
- Сидни (англ. Sidney)
- Норт-Саанич (англ. North Saanich)
- Сойнчула (англ. Sointula)
- Сук (англ. Sooke)
- Саут-Коуичен (англ. South Cowichan)
- Тасис (англ. Tahsis)
- Тофино (англ. Tofino)
- Юклулет (англ. Ucluelet)
- Юнион-Бэй (англ. Union Bay)
- Уосс (англ. Woss)